# Lesticus nubilus
Lesticus nubilus es una especie de escarabajo del género Lesticus, familia Carabidae. Fue descrita científicamente por Tschitscherine en 1900.
Se distribuye por Vietnam, Laos, Birmania y Tailandia. La especie se mantiene activa durante el mes de mayo. Mide aproximadamente 26 milímetros de longitud.